# Union syndicale des travailleurs kanaks et des exploités
L’Union syndicale des travailleurs kanaks et des exploités (USTKE) est un syndicat néo-calédonien fondé le 5 décembre 1981 par Louis Kotra Uregei, entrepreneur kanak, avec pour but de promouvoir par l'action révolutionnaire, et même souvent violente, les forces ouvrières d'origines mélanésiennes essentiellement.

## Historique
L'union syndicale des travailleurs kanaks exploités est l'une des composantes fondatrices du Front de libération nationale kanak et socialiste (FLNKS), le grand parti indépendantiste kanak, en 1984. En mars 1986 elle devient une confédération syndicale proche de la Confédération générale du travail. Après les accords de Matignon en 1988, que l'USTKE a signé, elle est écartée des instances dirigeantes du FLNKS au titre de la séparation du syndicalisme et de la politique, et quitte donc le front indépendantiste en 1989 tout en continuant à le soutenir (et à être soutenu par lui) de manière régulière. 
Depuis le début des années 2000 l'USTKE s'est rapproché des milieux altermondialistes et notamment de la Confédération paysanne et de José Bové. Elle s'éloigne alors politiquement du FLNKS et décide de se lancer par elle-même dans la politique locale : le syndicat présente des candidats dans les deux circonscriptions de Nouvelle-Calédonie lors des élections législatives de 2007 puis fonde son propre parti, le Parti travailliste en novembre 2007, qui est un parti politique dont le président est Louis Kotra Uregei et dont une bonne partie des membres sont également membres de l'USTKE. 
Ce syndicat est particulièrement controversé au sein de l'opinion publique calédonienne en raison de ses actions « musclées », souvent à la limite de la légalité ce qui lui a valu de nombreux démêlés avec la justice. Ses opposants lui reprochent également de ne pas véritablement défendre les intérêts des travailleurs mais de « prendre à la gorge » les entreprises calédoniennes. Il se situe aussi particulièrement à gauche et a notamment l'appui important de José Bové qui se déplace régulièrement en Nouvelle-Calédonie pour soutenir le syndicat. Il s'agit du second syndicat néo-calédonien en importance (après l'Union des syndicats des ouvriers et employés de Nouvelle-Calédonie).   
En août 2009, de violents affrontements ont lieu en Nouvelle-Calédonie, à la suite d'appels à mobilisation lancés par l'USTKE pour dénoncer l'incarcération de son responsable, Gérard Jodar (placé en détention à la suite du conflit Aircal le 29 juin 2009 et libéré le 14 janvier 2010).
Lors du 17e congrès qui s'est tenu du 8 au 10 avril 2010, Marie-Pierre Goyetche a été élue présidente.
L'ex-président Gérard Jodar a alors refusé les offres de ses camarades et a décidé de monter un nouveau syndicat. Élue au Congrès de la Nouvelle-Calédonie en mai 2014, Marie-Pierre Goyetche est alors remplacée à la tête du syndicat par André Forest lors du comité directeur du 28 mai 2014.